# Sit (Insel)
Sit ist eine unbewohnte kroatische Insel im Adriatischen Meer. Sie gehört zur Gruppe der Kornaten.

## Geographie
Die längliche und hügelige Insel ist nur dürftig bewachsen. Sie liegt im Nordosten der Kornaten.